# Einsetzungsverfahren
Das Einsetzungsverfahren oder Substitutionsverfahren ist ein Verfahren zur Lösung von Gleichungssystemen. In der Schulmathematik wird es neben dem Gleichsetzungsverfahren und dem Additionsverfahren standardmäßig zur Lösung von linearen Gleichungssystemen mit zwei Variablen eingesetzt.
Beim Einsetzungsverfahren wird eine der Gleichungen nach einer Variablen aufgelöst und der so erhaltene Term in die anderen Gleichungen eingesetzt. Dadurch wird die entsprechende Variable „eliminiert“. Manchmal kann man auf diese Art schrittweise alle Variablen bis auf eine eliminieren (insbesondere bei linearen Gleichungssystemen), so dass nur noch eine Gleichung mit einer Variablen übrigbleibt. Lässt sich diese auflösen, so kann man dann von unten alle Variablen einsetzen (Rücksubstitution), um alle Lösungen des Gleichungssystems zu finden.

## Lineares 2×2-Gleichungssystem
Bei einem linearen Gleichungssystemen mit zwei Gleichungen und zwei Unbekannten liefert der folgende Algorithmus immer die Lösung (falls diese existiert und eindeutig ist):
- Schritt 1: Auflösung einer der beiden Gleichungen nach einer Variablen
- Schritt 2: Einsetzen des in Schritt 1 erhaltenen Terms in die andere Gleichung
- Schritt 3: Auflösen der im Schritt 2 erhaltenen Gleichung nach der enthaltenen Variablen
- Schritt 4: Einsetzen der Lösung in die nach Schritt 1 umgeformte Gleichung

### Beispiel
Gegeben ist das folgende lineare Gleichungssystem:
{\displaystyle {\begin{aligned}&({\text{I}})&12x-5y&=29\\&({\text{II}})&18x+2y&=34\end{aligned}}}
Löst man z. B. die Gleichung {\displaystyle ({\text{II}})} nach {\displaystyle y} auf, so erhält man
{\displaystyle {\begin{aligned}&({\text{II'}})&y=17-9x\end{aligned}}}.
Nun wird in Gleichung {\displaystyle ({\text{I}})} für die Variable {\displaystyle y} der Term {\displaystyle 17-9x} eingesetzt:
{\displaystyle 12x-5\cdot (17-9x)=29}.
Dies ist eine lineare Gleichung in einer Variablen {\displaystyle x}, die man mit elementaren Äquivalenzumformungen nach {\displaystyle x} auflösen kann. Man erhält die Lösung {\displaystyle x=2}, die im letzten Schritt in die umgestellte Gleichung {\displaystyle ({\text{II'}})} eingesetzt wird:
{\displaystyle y=17-9\cdot 2=-1}
Die Lösungsmenge ist somit {\displaystyle \mathbb {L} =\{(2;{-1})\}}.

## Nichtlineare Gleichungssysteme
Bei nichtlinearen Gleichungssystemen gibt es keinen Algorithmus, der immer die Lösung(en) liefert. Im Allgemeinen können nichtlineare Gleichungssysteme ohnehin nur numerisch gelöst werden. In einfachen Fällen kann das Einsetzungsverfahren jedoch analog zu linearen Gleichungssystemen eingesetzt werden.

### Beispiel
Es wird das folgende nichtlineare Gleichungssystem betrachtet:
{\displaystyle {\begin{aligned}&({\text{I}})&x+y&=3\\&({\text{II}})&x\cdot y&=2\end{aligned}}}
Zunächst stellt man eine Gleichung nach einer Variabeln um, z. B. Gleichung {\displaystyle ({\text{II}})}: {\displaystyle y=2/x}, wobei {\displaystyle x\neq 0} vorausgesetzt wird. Nun setzt man in Gleichung {\displaystyle ({\text{I}})} für {\displaystyle y} den Term {\displaystyle 2/x} ein und erhält die Gleichung
{\displaystyle x+{\frac {2}{x}}=3}.
Hieraus folgt nach Multiplikation mit {\displaystyle x} und Subtraktion von {\displaystyle 3x} die quadratische Gleichung
{\displaystyle x^{2}-3x+2=0}.
Diese Gleichung hat die beiden Lösungen {\displaystyle x_{1}=1} und {\displaystyle x_{2}=2} (siehe pq-Formel). Schließlich setzt man jeweils die Werte {\displaystyle x_{1}} und {\displaystyle x_{2}} in eine der beiden Ausgangsgleichungen ein und erhält dadurch die zugehörigen Werte {\displaystyle y_{1}=2} und {\displaystyle y_{2}=1}. Das Gleichungssystem hat somit die beiden Lösungen
{\displaystyle \mathbb {L} =\{(2;1),(1;2)\}}.